# 29 de enero
El 29 de enero es el 29.º (vigesimonoveno) día del año en el calendario gregoriano. Quedan 336 días para finalizar el año y 337 en los años bisiestos.

## Acontecimientos
- 757: en China, An Lushan ―líder de la revuelta contra la Dinastía Tang y el emperador de Yan― es asesinado por su propio hijo, An Qingxu.[1]
- 904: en Roma, el papa Sergio III sale de su retiro para desposeer del papado al papa Cristóbal (denominado desde entonces «antipapa»).
- 946: en el Califato Abasí, el emir búyida Áhmad Mu'izz ad-Dawla organiza una emboscada contra el califa al-Mustakfí, quien es cegado y depuesto. Al-Mustakfí es sucedido por Al-Mutí.[2]
- 1258: en Vietnam ―en el marco de la primera invasión mongola― Đại Việt derrota a los mongoles en la batalla de Đông Bộ Đầu, obligándolos a retirarse de sus tierras.
- 1595: en Londres se estrena la tragedia Romeo y Julieta, escrita por William Shakespeare.
- 1676: en Rusia, Feodor III se convierte en zar.
- 1814: en Brienne-le-Château (Francia) se libra la batalla de Brienne, en que Napoleón Bonaparte vence a Rusia y Prusia.
- 1815: batalla de Viluma entre las fuerzas realistas y las rebeldes, en el actual departamento de Cochabamba (Bolivia).
- 1824: En México, la región de Tabasco se constituye como uno de los primeros 14 estados de ese país.
- 1828: En el pueblo de Averyón (Francia) aparece el primer niño feral (‘fiera salvaje’, criado totalmente en el bosque).
- 1839: Charles Darwin se casa con su prima Emma Wedgwood.
- 1848: en Chile se adopta el sistema métrico decimal.
- 1861: Kansas es admitido dentro de Estados Unidos.
- 1863: En Idaho, EEUU. ocurre la Masacre de Bear River
- 1886: Karl Benz patenta el primer automóvil con tracción por gasolina.
- 1891: Liliuokalani es proclamada como la última monarca del Reino de Hawái.
- 1895: en España, María Cristina de Habsburgo-Lorena otorga a Torrelavega el título de ciudad.
- 1906: en Dinamarca, Federico de Glucksburg es coronado rey como Federico VIII.
- 1911: son fusilados en Sahuaripa, México, por órdenes del general Francisco Chiapa, el general Severiano Talamante y sus hijos Arnulfo Talamante y Severiano M. Talamante.
- 1916: en Francia ―en el marco de la Primera Guerra Mundial― París es bombardeada por primera vez por zeppelines alemanes.
- 1918: Guerra ucraniano-soviética: El Ejército Rojo bolchevique, en su camino para asediar Kiev, se encuentra con un pequeño grupo de estudiantes militares en la Batalla de Kruty.
- 1918: Guerra ucraniano-soviética: Levantamiento de los bolcheviques en el arsenal de Keiv para preparar la llegada del Ejército Rojo y que duraría seis días.
- 1919: en España, los pilotos militares Sousa y Fanjul sobrevuelan Sevilla en sus respectivos biplanos, consiguiendo mantenerse en el aire durante treinta minutos.
- 1933: en la ciudad de Rosario (Argentina) es secuestrado Marcelo Enrique Martín, uno de los hijos del millonario empresario suizo Julio Ulises Martín (1862-1934), dueño de la Yerbatera Martín. A las 4:30 del 31 de enero, su hermano Alberto pagará su rescate en el Cruce Alberdi y Marcelo Martín será liberado.[3]
- 1940: en Osaka (Japón) tres trenes de la línea Sakurajima Line colisionan en la estación de Ajikawaguchi, provocando la muerte de 181 personas.
- 1941: Alexandros Korizis se convierte en primer ministro de Grecia después de la repentina muerte de su predecesor, el dictador Ioannis Metaxas.
- 1942: en el marco de la Guerra peruano-ecuatoriana, se firma el Protocolo de Río de Janeiro, que da por finalizada la guerra.
- 1944: en la Italia central ―en el marco de la Segunda Guerra Mundial― se libra la batalla de Cisterna.
- 1944: en Polonia ―en el marco de la Segunda Guerra Mundial― mueren unas 38 personas en la masacre de Koniuchy.
- 1944: en Bolonia (Italia) ―en el marco de la Segunda Guerra Mundial―, el Teatro Anatómico de Archiginnasio es completamente destruido a causa de los bombardeos de los Aliados.
- 1946: en Minsk, la capital de la RSS de Bielorrusia, concluye el Juicio de Minsk contra dieciocho militares alemanes, miembros de las SS y otros oficiales acusados de cometer crímenes de guerra y de lesa humanidad durante la ocupación de Bielorrusia en la Segunda Guerra Mundial. Todos ellos fueron encontrados culpables por el tribunal y catorce fueron condenados a muerte, el resto recibieron distintas sentencias de trabajos forzados. Los condenados a muerte fueron ejecutados por ahorcamiento al día siguiente.
- 1948: Se funda el Partido Socialista de Pakistán en Karachi.
- 1957: en la ciudad de Buenos Aires (Argentina), se produce la temperatura más elevada de su historia, con 43,3 °C.
- 1962: en Buenos Aires (Argentina), el presidente Arturo Frondizi y los tres secretarios militares firman un acta comprometiéndose a la proscripción de Juan Domingo Perón: «El retorno de Perón es imposible».[4] Vuelven a habilitar el decreto 4161, que ilegaliza el peronismo (que en las últimas elecciones libres, en 1954, había ganado por el 62 % de los votos). Vuelve a quedar prohibido pronunciar el nombre de Perón (que la dictadura menciona elípticamente como «el tirano prófugo»).
- 1965: en un pozo a 211 metros bajo tierra, en el área U3dw del Sitio de pruebas atómicas de Nevada (a unos 100 km al noroeste de la ciudad de Las Vegas), a las 10:22 (hora local) Estados Unidos detona su bomba atómica Tern, de 0.5 kt. Es la bomba n.º 403 de las 1.132 que Estados Unidos detonó entre 1945 y 1992.
- 1970: en Chile se lleva a cabo la primera edición del Festival del Huaso de Olmué.
- 1972: en Venezuela, la primera emisión del programa de entretenimiento y variedades Sábado Sensacional transmitido por Venevisión.
- 1981: en España dimite el primer presidente de la democracia, Adolfo Suárez.
- 1985: en Chile son ejecutados los criminales seriales Jorge Sagredo Pizarro y Carlos Topp Collins (conocidos como los Psicópatas de Viña del Mar), siendo la última vez en aplicarse la pena de muerte en este país.[5]
- 1986: en Uganda, Yoweri Museveni asume la presidencia.
- 1994: en el MGM Grand, Julio César Chávez pierde su invicto de 89-0 ante Frankie Randall.
- 1996: en Francia, el presidente Jacques Chirac anuncia un «fin definitivo» de las pruebas nucleares.
- 1996: en Venecia (Italia), el teatro de ópera La Fenice es consumido por el fuego.
- 2001: en Indonesia, miles de estudiantes protestan ante el Parlamento para que el presidente Abdurrahman Wahid renuncie debido a los escándalos de corrupción.
- 2002: el presidente de los Estados Unidos, George W. Bush afirma que Irak, Irán y Corea del Norte son «regímenes que apoyan el terrorismo», y les aplica el mote de Eje del Mal.
- 2005: llega a Taiwán (por primera vez desde 1949) un vuelo comercial procedente de China.
- 2015: Malasia declara oficialmente la desaparición del vuelo de Malaysia Airlines MH370 en un accidente donde los pasajeros presuntamente han fallecido.
- 2020: Primer caso de COVID-19 en España en la isla de San Sebastián de la Gomera.
- 2021: en la comuna de San José de Maipo (Chile) se produce un aluvión que deja damnificadas a 691 personas y decenas de ellas aisladas por los escombros.[6]
- 2025: En Washington D. C., Estados Unidos, ocurre la Colisión aérea en el río Potomac entre un avión comercial y un helicóptero militar falleciendo las 67 personas a bordo de ambas aeronaves.[7]

## Nacimientos
- 133: Didio Juliano, emperador romano en 193 (f. 193).
- 919: Shi Zong, emperador chino (f. 951).
- 1455: Johannes Reuchlin, educador y humanista alemán (f. 1522).
- 1499: Catalina de Bora, esposa de Martín Lutero, monja alemana (f. 1552).
- 1584: Federico Enrique de Orange-Nassau, noble neerlandés (f. 1647).
- 1688: Emanuel Swedenborg, filósofo y matemático sueco (f. 1772).
- 1703: Carlmann Kolb, compositor alemán (f. 1765).
- 1711: Giuseppe Bonno, compositor austríaco (f. 1788).
- 1715: Georg Christoph Wagenseil, organista y compositor austríaco (f. 1777).
- 1717: Jeffrey Amherst, militar británico (f. 1797).
- 1737: Thomas Paine, político y filósofo estadounidense (f. 1809).
- 1749: Cristian VII, rey danés y noruego (f. 1808).
- 1749: Francisco Rousset de Jesús y Rosas, cuarto obispo de Sonora (f. 1814).
- 1754: Moses Cleaveland, juez, político y general estadounidense (f. 1806).
- 1756: Henry Lee III, general estadounidense (f. 1818).
- 1761: Albert Gallatin, político estadounidense (f. 1849).
- 1773: Friedrich Mohs, geólogo y mineralogista alemán (f. 1839).
- 1782: Daniel-François Auber, músico francés (f. 1871).
- 1783: Vasili Zhukovski, escritor ruso (f. 1852).
- 1801: Johannes Bernardus van Bree, violinista y compositor neerlandés (f. 1857).
- 1810: Ernst Kummer, matemático alemán (f. 1893).
- 1818: Robert Caspary, explorador y botánico alemán (f. 1887).
- 1832: Nikolái Ignátiev, político ruso (f. 1908).
- 1835: Victorino Rivero, abogado, profesor, literato, poeta, novelista, historiador y periodista boliviano (f. 1901).

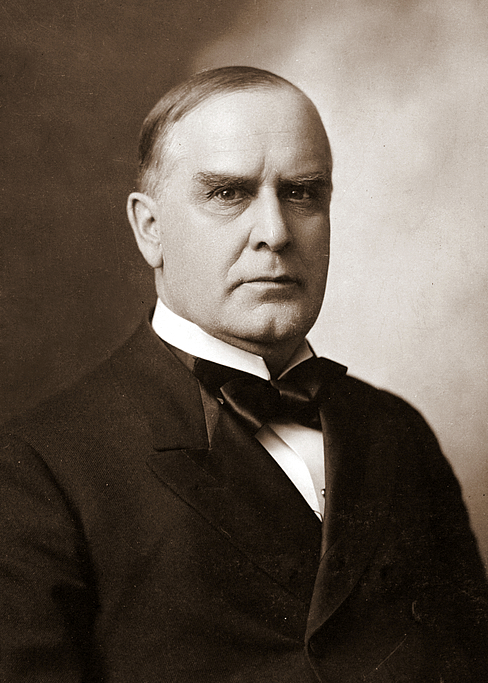
William McKinley.

- 1843: William McKinley, presidente estadounidense (f. 1901).
- 1846: Karol Olszewski, químico y matemático polaco (f. 1915).
- 1852: Frederic Hymen Cowen, compositor británico (f. 1935).
- 1852: Kitasato Shibasaburo, médico y bacteriólogo japonés (f. 1931).
- 1858: Henry Ward Ranger, artista estadounidense (f. 1916).

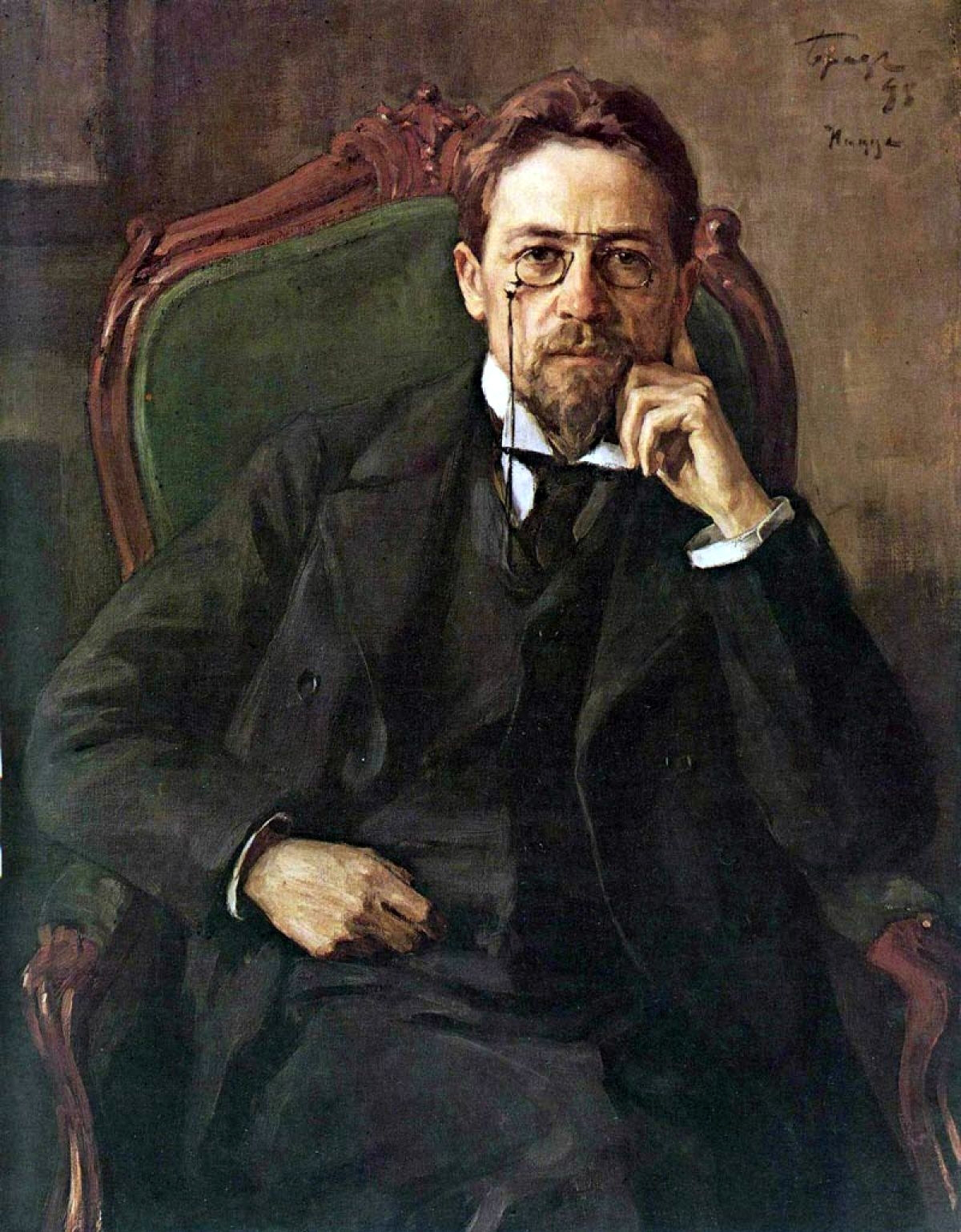
Antón Chéjov.

- 1860: Antón Chéjov, dramaturgo y escritor ruso (f. 1904).
- 1862: Frederick Delius, compositor británico (f. 1934).
- 1866: Romain Rolland, escritor francés, premio nobel de literatura en 1915 (f. 1944).
- 1866: Julio Peris Brell, pintor español (f. 1944).

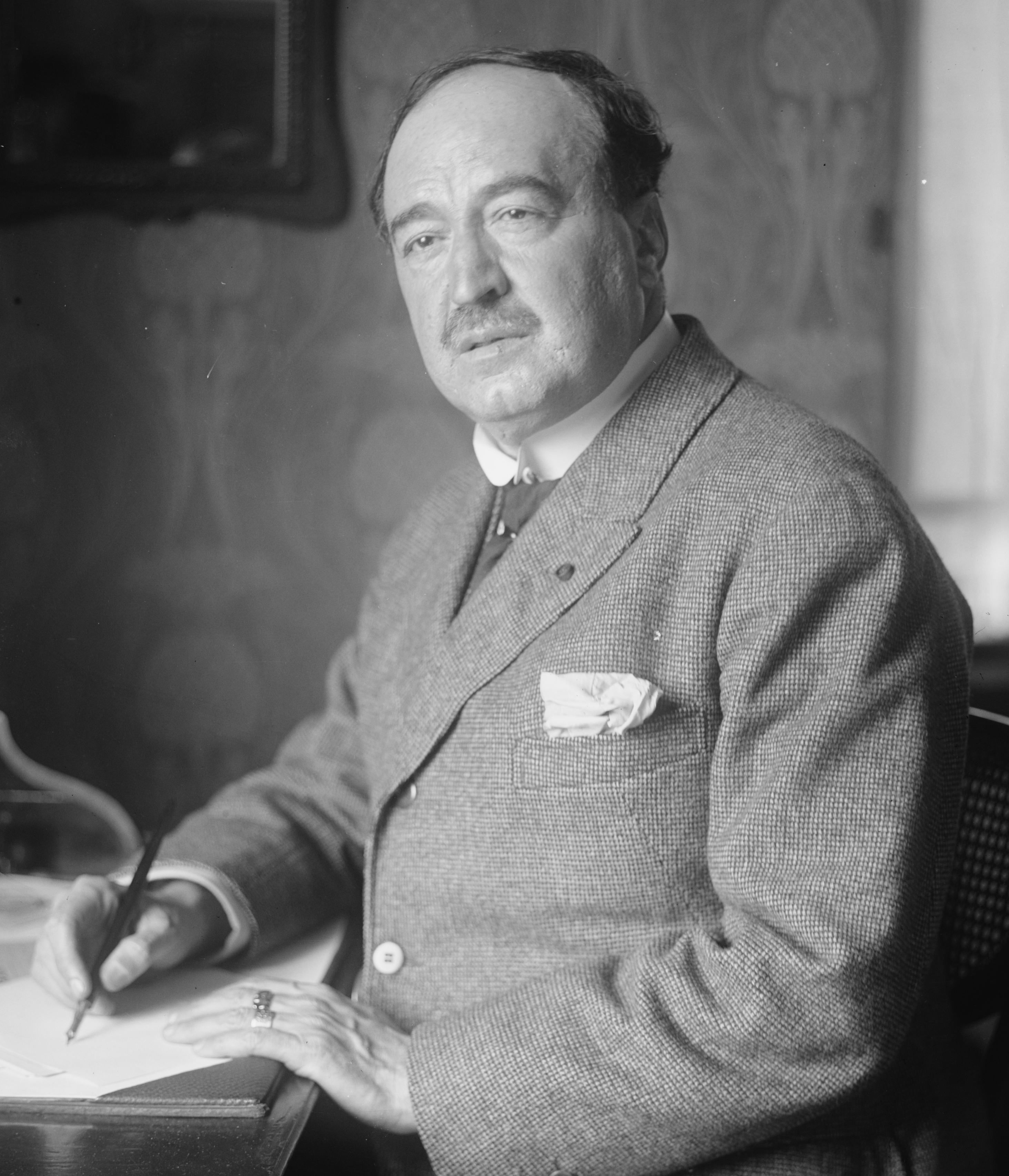
Vicente Blasco Ibáñez.

- 1867: Vicente Blasco Ibáñez, escritor español (f. 1928).
- 1870: Süleyman Nazif, poeta turco (f. 1927).
- 1871: Eduardo López-Chávarri, compositor español (f. 1970).
- 1873: Luis Amadeo de Saboya, marino, explorador y geógrafo italiano (f. 1933).
- 1874: John D. Rockefeller Jr., emprendedor estadounidense (f. 1960).
- 1876: Havergal Brian, compositor británico (f. 1972).
- 1877: Georges Catroux, general francés (f. 1969).
- 1877: Eduardo Hay, ingeniero, militar y político mexicano (f. 1941).
- 1877: Hugo Obermaier, sacerdote y paleontólogo alemán (f. 1946).
- 1880: W. C. Fields, actor estadounidense (f. 1946).
- 1881: David Galván Bermúdez, sacerdote mexicano, mártir de la Guerra Cristera (f. 1915).
- 1886: Daniel Alfonso Rodríguez Castelao, escritor, pintor, médico y dibujante español (f. 1950).
- 1888: Sydney Chapman, matemático y geofísico inglés (f. 1970).
- 1888: Wellington Koo, diplomático chino (f. 1985).
- 1891: Richard Norris Williams, tenista estadounidense (f. 1968).
- 1892: Ernst Lubitsch, cineasta estadounidense (f. 1947).
- 1895: Muna Lee, poeta estadounidense (f. 1965).
- 1897: Georges Catroux, militar francés (f. 1969).
- 1902: David Aguilar Cornejo, político peruano (f. 1982).
- 1903: Antonio Oliver, crítico literario español (f. 1968).
- 1905: Barnett Newman, pintor estadounidense (f. 1970).
- 1905: Gaston Rebry, ciclista belga (f. 1953).

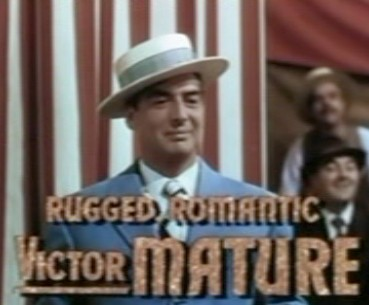
Victor Mature.

- 1913: Victor Mature, actor estadounidense (f. 1999).
- 1914: Héctor Varela, músico argentino (f. 1987).
- 1914: Margarita Mendoza López, escritora mexicana (f. 1985).
- 1915: Jaime de Nevares, obispo argentino (f. 1995).
- 1915: John Serry Sr., acordeonista, organista, compositor, italo-americano (f. 2003).
- 1918: John Forsythe, actor estadounidense (f. 2010).
- 1918: Mary Terán de Weiss, tenista argentina (f. 1984).
- 1918: Luis Aguilar, actor y cantante mexicano (f. 1997).
- 1920: José Luis de Vilallonga, aristócrata, escritor y actor español (f. 2007).
- 1921: Jaime Dávalos, poeta y músico argentino (f. 1981).
- 1921: Anthony George, actor estadounidense (f. 2005).
- 1921: Mustafa Ben Halim, diplomático y político libio de origen egipcio (f. 2021).
- 1923: Paddy Chayefsky, guionista y escritor estadounidense (f. 1981).
- 1924: Celio González, cantante cubano (f. 2004).
- 1924: Luigi Nono, compositor italiano de música contemporánea (f. 1990).
- 1924: Bianca Maria Piccinino, periodista y comentarista italiana.
- 1925: Tofiq Bahramov, futbolista y árbitro Azerbaijano (f. 1993).
- 1926: Rebeca Anchondo, política mexicana (f. 2011).
- 1926: Roberto Goyeneche, cantante de tango argentino (f. 1994).
- 1926: David Reynoso, actor y político mexicano (f. 1994).
- 1926: Abdus Salam, físico pakistaní, premio nobel de física en 1979 (f. 1996).
- 1927: Edward Abbey, escritor y ambientalista estadounidense (f. 1989).
- 1929: Elio Petri, director de cine italiano (f. 1982).
- 1929: Joseph Kruskal, matemático e informático estadounidense (f. 2010).
- 1929: Jerry Hoyt, piloto de automovilismo estadounidense (f. 1955).
- 1930: Derek Bailey, guitarrista británico de vanguardia (f. 2005).
- 1931: Leslie Bricusse, compositor, músico, dramaturgo, letrista, guionista, poeta y libretista británico (f. 2021).
- 1931: Ferenc Mádl, político húngaro, presidente de Hungría entre 2000 y 2005 (f. 2011).

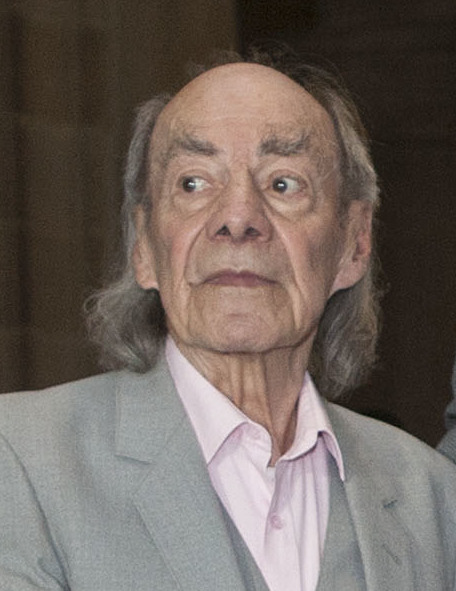
Manuel Valdés.

- 1931: Manuel Valdés, actor cómico mexicano (f. 2020).
- 1933: Sacha Distel, guitarrista y cantante francés (f. 2004).
- 1936: James Jamerson, bajista estadounidense de Motown Records (f. 1983).
- 1937: Hassan Habibi, político iraní (f. 2013).
- 1939: Luis Gómez Llorente, político y filósofo español (f. 2012).
- 1939: Germaine Greer, escritora australiana.
- 1940: Katharine Ross, actriz y escritora estadounidense.
- 1942: Claudine Longet, cantante francesa.
- 1942: Arnaldo Tamayo, astronauta, político y militar cubano, primer cosmonauta de Cuba y primer latinoamericano en volar al cosmos.
- 1943: Hernán Peláez, periodista colombiano.
- 1944: Andrew Loog Oldham, productor musical inglés.
- 1944: Erminio Favalli, futbolista italiano (f. 2008).
- 1944: Susana Giménez, actriz y conductora de televisión argentina.
- 1944: Yoweri Museveni, político ugandés, presidente de Uganda desde 1996.

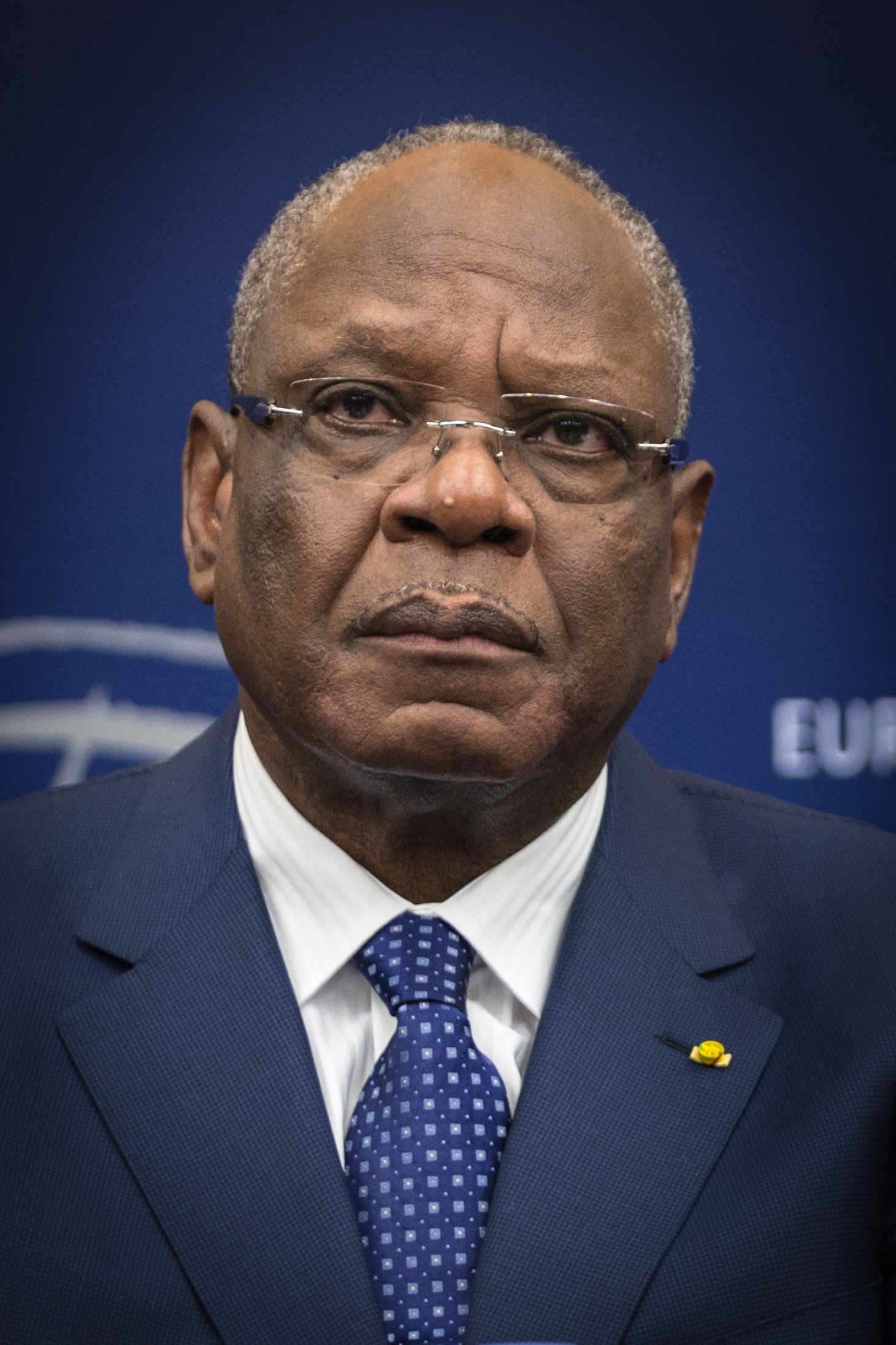
Ibrahim Boubacar Keïta.

- 1945: Ibrahim Boubacar Keïta, político maliense, presidente de Malí entre 2013 y 2020 (f. 2022).

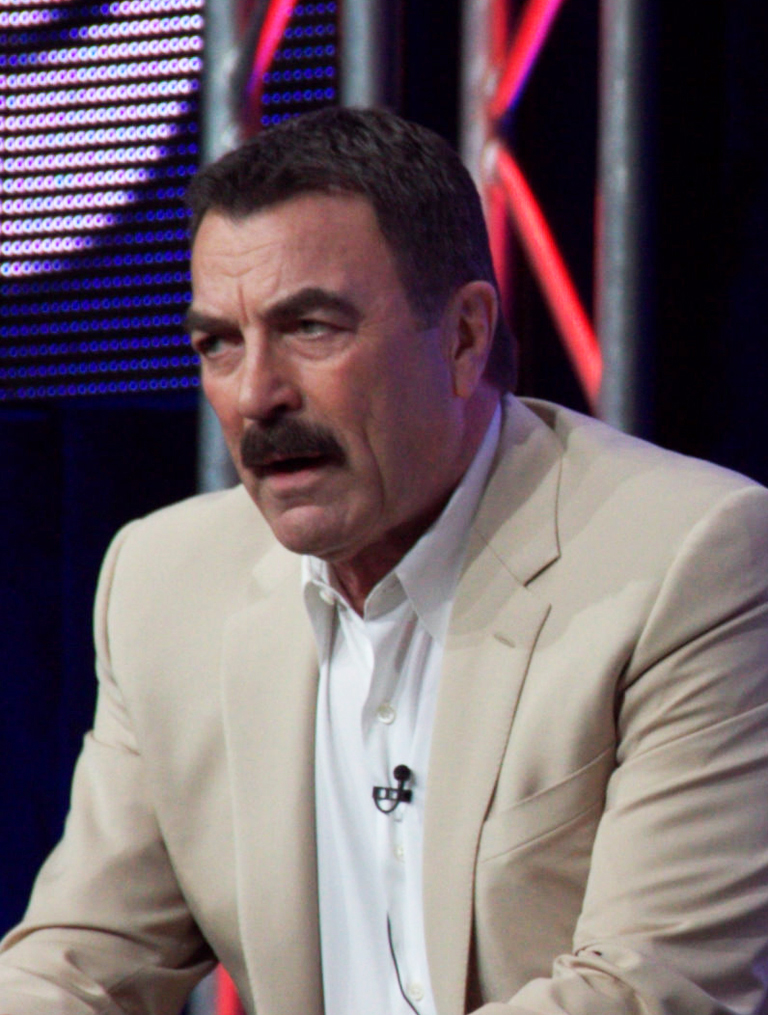
Tom Selleck.

- 1945: Tom Selleck, actor estadounidense.
- 1946: Bettye LaVette, cantante estadounidense.
- 1947: Linda Buck, científica estadounidense, premio nobel de medicina en 2004.
- 1948: Marc Singer, actor canadiense.
- 1948: Cristina Saralegui, periodista, actriz y presentadora de televisión cubana.
- 1949: Tommy Ramone, baterista húngaro-estadounidense, de la banda Ramones (f. 2014).
- 1950: Jody Scheckter, piloto de Fórmula 1 sudafricano.
- 1952: Alejandro Honda, pintor mexicano.
- 1953: Hwang Woo-Suk, científico surcoreano.
- 1953: Paul Fusco, actor, doblador y titiritero estadounidense.
- 1953: Teresa Teng, cantante taiwanesa (f. 1995).
- 1954: Oprah Winfrey, actriz y presentadora de televisión estadounidense.
- 1957: Elia Barceló, escritora española.
- 1957: Grażyna Miller, escritora y traductora italiana.
- 1960: Gia Carangi, modelo estadounidense (f. 1986).
- 1960: Greg Louganis, clavadista estadounidense.

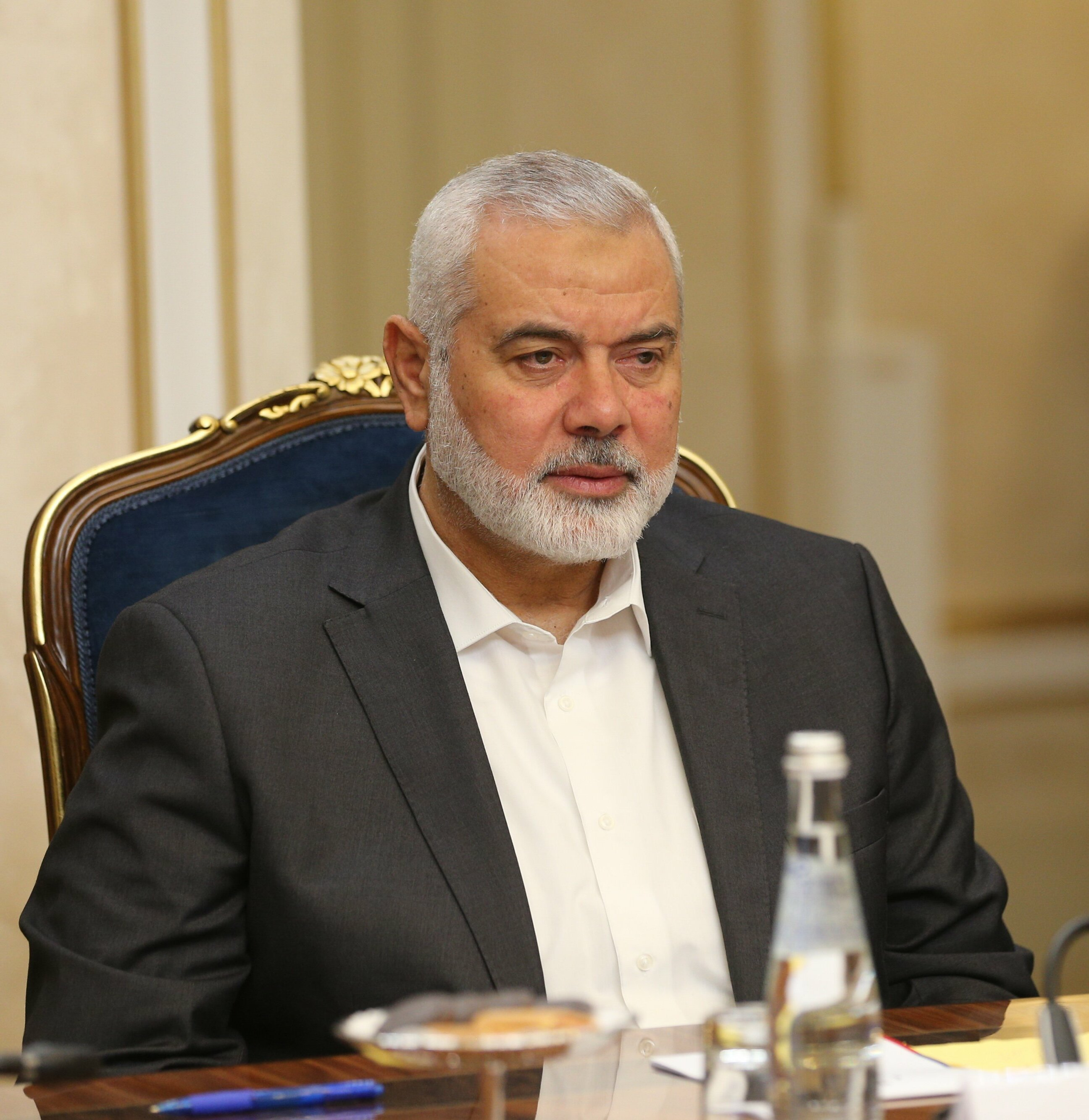
Ismail Haniya

- 1962: Andrés Fassi, empresario y dirigente del fútbol argentino.
- 1962: Nicholas Turturro, actor estadounidense.
- 1962: Olga Tokarczuk, escritora polaca, premio nobel de literatura en 2018.
- 1962: Ismail Haniya, político palestino, líder de Hamás (f. 2024).
- 1963: Bob Holly, luchador profesional estadounidense.
- 1965: Beatriz Vignoli, escritora, poeta y traductora argentina.
- 1965: Dominik Hašek, jugador de hockey sobre hielo checo.
- 1966: Romário, futbolista y político brasileño.
- 1967: Cyril Suk, tenista checo.
- 1967: Stacey King, baloncestista estadounidense.
- 1967: Marcelo Miranda, futbolista chileno.
- 1968: Edward Burns, actor estadounidense.
- 1969: Régina Louf, escritora belga.
- 1970: Heather Graham, actriz estadounidense.
- 1970: Paul Ryan, político estadounidense.
- 1973: Pedro Paunero, biólogo, escritor y crítico de cine mexicano.
- 1974: Mălina Olinescu, cantante rumana de música pop (f. 2011).
- 1975: Sara Gilbert, actriz estadounidense.
- 1975: Marcelo Orrego, abogado y político argentino, Gobernador de San Juan desde 2023.
- 1977: Justin Hartley, actor estadounidense.
- 1978: Antonio Fernández Rivadulla, futbolista español.
- 1979: Cheli, futbolista español.
- 1979: Francesco D'Macho, actor pornográfico italiano.
- 1979: Matej Mavrič, futbolista esloveno.
- 1979: Juan Pablo Posada, actor colombiano.
- 1979: April Scott, actriz y modelo estadounidense.
- 1980: Ivan Klasnić, futbolista croata.
- 1980: Mariana Juárez, boxeadora profesional mexicana.
- 1981: Jonny Lang, músico estadounidense.
- 1981: Darío Lopilato, actor y conductor de TV argentino.
- 1981: Álex Ubago, cantautor español.
- 1982: Rubén González, futbolista español.
- 1982: Adam Lambert, actor y cantante estadounidense.
- 1982: Leonardo Ponzio, futbolista argentino.
- 1982: Kim Dong-jin, futbolista surcoreano.
- 1982: Mohammad Alavi, futbolista iraní.
- 1983: Nedzad Sinanovic, baloncestista bosnio.
- 1984: Álvaro Cejudo, futbolista español.
- 1984: Nuno Morais, futbolista portugués.
- 1985: Marc Gasol, baloncestista español.
- 1985: Isabel Lucas, actriz australiana.
- 1985: Athina Roussel, amazona francesa.
- 1986: Simon Vukčević, futbolista montenegrino.
- 1986: Daniel Brinkmann, futbolista alemán.
- 1987: José Dariel Abreu, beisbolista cubano.
- 1987: Javier García, futbolista argentino.
- 1987: Matthew Wilson, piloto de rallis británico.
- 1988: Ayobami Adebayo, escritora nigeriana.
- 1988: Denys Boyko, futbolista ucraniano.
- 1988: Tatiana Chernova, atleta rusa.
- 1988: Joan Crespo, piragüista español.
- 1988: Mohamed Darwish, yudoca egipcio.
- 1988: Ramadan Darwish, yudoca egipcio.
- 1988: Isabel García Carrión, jugadora española de fútbol sala.
- 1988: Stephanie Gilmore, surfista australiana.
- 1988: Josip Iličić, futbolista esloveno.
- 1988: Jessica Iskandar, actriz, cantante y comediante indonesia.
- 1988: Gervasio Núñez, futbolista argentino.
- 1988: Johny Placide, futbolista franco-haitiano.
- 1988: Antonio Romero, futbolista argentino.
- 1988: Catrin Stewart, actriz galesa.
- 1988: Ryujiro Ueda, futbolista japonés.
- 1988: Valeri Sokolov, futbolista ruso.
- 1990: Ingrid Moe Wold, futbolista noruega.
- 1990: Grzegorz Krychowiak, futbolista polaco.
- 1990: Isma López, futbolista español.
- 1991: Christopher Evans, baloncestista estadounidense.
- 1991: Hugh Grosvenor, aristócrata británico.
- 1991: Sheldon Bateau, futbolista trinitense.
- 1991: Matej Jonjić, futbolista croata.
- 1992: Ovays Azizi, futbolista afgano.
- 1992: Artūrs Karašausks, futbolista letón.
- 1992: Rodinei, futbolista brasileño.
- 1992: Renato Augusto Santos Júnior, futbolista brasileño.
- 1992: Maxi Kleber, baloncestista alemán.
- 1993: Víctor Labrín, futbolista peruano.
- 1993: Kyary Pamyu Pamyu, cantante y modelo japonesa.
- 1993: Álvaro Ratón, futbolista español.
- 1993: Valeri Qazaishvili, futbolista georgiano.
- 1993: Rafał Kurzawa, futbolista polaco.
- 1993: Guilherme Almeida, futbolista brasileño.
- 1993: Masatoshi Kushibiki, futbolista japonés.
- 1993: Josiel Núñez, futbolista panameño.
- 1994: Ayane Sakura, actriz de voz japonesa.
- 1996: Junior Ajayi, futbolista nigeriano.
- 1997: Yusuf Yazıcı, futbolista turco.
- 1997: Enzo Boulom, piloto de motociclismo francés.
- 1997: Madeleine Madden, actriz australiana.
- 1997: Asahi Masuyama, futbolista japonés.
- 1997: Yui Hasegawa, futbolista japonesa.
- 1998: Tessa Vermeulen, nadadora neerlandesa.
- 1998: Ade Murkey, baloncestista estadounidense.
- 1998: Álex Rey, futbolista español.
- 1998: Nico Campuzano, futbolista español.
- 1999: Sam Schreck, futbolista alemán.
- 1999: Madison Bailey, actriz estadounidense.
- 1999: Morena Beltrán, periodista deportiva y presentadora de televisión argentina.
- 2000: Timothy Eyoma, futbolista británico.
- 2000: Anthony Contreras, futbolista costarricense.
- 2000: Patrick Palacios, futbolista hondureño.
- 2000: Kai Chang, atleta jamaicano.
- 2000: Akor Adams, futbolista nigeriano.
- 2000: Edoardo Mella, yudoca italiano.
- 2000: Phoebe Spicer, piragüista británica.
- 2001: Sergi Rosanas, futbolista español.
- 2001: Erik Piloyan, futbolista armenio.
- 2001: Lameck Banda, futbolista zambiano.
- 2001: Golden Mashata, futbolista zambiano.
- 2001: Zaid Tahseen, futbolista iraquí.
- 2002: José Ángel Carmona, futbolista español.
- 2002: Stavros Gavriel, futbolista chipriota.
- 2003: Mateusz Łęgowski, futbolista polaco.
- 2004: Viktor Đukanović, futbolista montenegrino.
- 2005: Silvi Clua, futbolista español.
- 2006: Szymon Kądziołka, futbolista polaco.

## Fallecimientos
- 661: Ali, primo y yerno de Mahoma (n. 601).
- 757: An Lushan, general chino (n. 703).
- 1119: Gelasio II, papa de la Iglesia católica entre 1118 y 1119 (n. ha. 1060).
- 1465: Luis de Saboya, duque francés (n. 1413).
- 1676: Alejo I, zar ruso (n. 1629).
- 1678: Jerónimo Lobo, misionero portugués (n. 1595).
- 1696: Iván V, zar ruso (n. 1666).
- 1706: Charles Sackville, conde de Dorset, poeta inglés (n. 1638).
- 1796: Bernardino da Ucria, botánico y religioso italiano (n. 1739).
- 1810: Pedro Domingo Murillo, caudillo rebelde, instigador de la Revolución de La Paz en el Alto Perú (n. 1757).
- 1814: Johann Gottlieb Fichte, filósofo alemán (n. 1762).
- 1820: Jorge III, rey inglés (n. 1738).
- 1829: Paul François Jean Nicolas Barras, político francés (n. 1755).
- 1859: William H. Prescott, historiador e hispanista estadounidense (n. 1796).
- 1868: Pascual Pérez Rodríguez, escritor y fotógrafo español (n. 1804).
- 1868: Inoue Genzaburō, samurái japonés (n. 1829).
- 1888: Edward Lear, escritor e ilustrador británico (n. 1812).
- 1892: Manuel García Barzanallana, político español (n. 1817).
- 1899: Alfred Sisley, pintor franco-británico (n. 1839).
- 1901: Milan I, rey serbio (n. 1855).
- 1906: Cristián IX, noble danés, rey desde 1863 (n. 1818).
- 1934: Fritz Haber, químico alemán, premio nobel de química en 1918 (n. 1868).
- 1934: Silvestre Ochagavía Echaurren, industrial vinícola (n. 1862).
- 1936: Pablo Cabrera, sacerdote e historiador argentino (n. 1857).
- 1938: Armando Palacio Valdés, escritor español (n. 1853).
- 1941: Ioannis Metaxas, general y dictador griego (n. 1871).
- 1945: Gustav Flatow, gimnasta alemán (n. 1875).
- 1948: TomislavII, duque croata (n. 1900).
- 1951: Evaristo Valle, pintor español (n. 1873).
- 1954: Antonio R. Frausto, actor mexicano (n. 1897).
- 1956: H. L. Mencken, periodista estadounidense (n. 1880).
- 1962: Fritz Kreisler, violinista estadounidense de origen austriaco (n. 1875).
- 1963: Robert Frost, poeta estadounidense (n. 1874).
- 1964: Alan Ladd, actor estadounidense (n. 1913).
- 1964: Hernán Vera, actor mexicano (n. 1892).
- 1969: Allen Dulles, político estadounidense, primer director civil de la CIA (n. 1893).
- 1976: Raúl Otero Reiche, poeta, dramaturgo, novelista, cuentista y profesor boliviano (n. 1906).
- 1977: Freddie Prinze, comediante y actor estadounidense (n. 1954).
- 1980: Jimmy Durante, comediante y actor estadounidense (n. 1893).
- 1981: Cozy Cole, baterista estadounidense de jazz (n. 1909).
- 1983: Eduardo Westerdahl, pintor español (n. 1902).
- 1985: Martín Adán, poeta peruano (n. 1908).
- 1989: Federico Cantú, pintor mexicano (n. 1907).
- 1991: Yasushi Inoue, historiador japonés (n. 1907).
- 1992: Willie Dixon, músico estadounidense de blues (n. 1915).
- 1993: Ángel Garma, psiquiatra hispano-argentino (n. 1904).
- 1995: Luis García Rojas, militar peruano, declarado héroe nacional (n. 1963).
- 1997: Osvaldo Soriano, escritor y periodista argentino (n. 1943).
- 1999: Lili St. Cyr, bailarina estadounidense (n. 1918).
- 2002: Harold Russell, actor y veterano de guerra estadounidense (n. 1914).
- 2003: John Murphy, baloncestista estadounidense (n. 1924).
- 2003: Carmelo Torres, torero mexicano (n. 1927).
- 2004: Janet Frame, escritora neozelandesa (n. 1924).
- 2005: Karen Lancaume, actriz francesa.
- 2005: Ephraim Kishon, satirista israelí (n. 1924).
- 2006: Nam June Paik, vídeoartista de origen surcoreano (n. 1932).
- 2007: José D'Elía, sindicalista y político uruguayo (n. 1916).
- 2007: Robert Meier, veterano de guerra alemán (n. 1899).
- 2008: Margaret Truman, escritora estadounidense de novela negra (n. 1924).
- 2009: Hélio Gracie, capoirista brasileño (n. 1913).
- 2009: John Martyn, músico británico (n. 1948).
- 2010: Jaime R. Echavarría, músico y político colombiano (n. 1923).
- 2011: Milton Babbitt, compositor estadounidense (n. 1916).
- 2011: Emilio Ogñénovich, arzobispo argentino (n. 1933).
- 2012: Carlos Pérez Merinero, escritor español (n. 1950).
- 2012: Oscar Luigi Scalfaro, expresidente italiano (n. 1918).
- 2012: Camilla Williams, soprano estadounidense (n. 1919).
- 2013: Frank Hahn, economista británico (n. 1925).
- 2013: Augusto César Leal Angulo, político mexicano (n. 1922).
- 2013: Butch Morris, cornetista de jazz, director de orquesta y compositor estadounidense; cáncer de pulmón (n. 1947).
- 2013: Velian Parushev, futbolista búlgaro (n. 1968).
- 2013: Albert Rougemont, futbolista francés (n. 1928).
- 2015: Amparo Baró, actriz española de cine, televisión y teatro (n. 1937).
- 2015: Colleen McCullough, escritora australiana (n. 1937).
- 2015: Rod McKuen, poeta estadounidense (n. 1933).
- 2016: Jacques Rivette, cineasta francés (n. 1928).
- 2017: Elkin Ramírez, cantante y compositor colombiano (n. 1962).
- 2019: Fernando Gaitán, libretista colombiano (n. 1960).
- 2021: Grady Gaines, saxofonista estadounidense (n. 1934).
- 2021: Hilton Valentine, guitarrista estadounidense (n. 1943).
- 2021: Alberto Neuman, pianista argentino (n. 1933).
- 2023: Annie Wersching, actriz estadounidense (n. 1977).
- 2024: Tina Galindo,  productora, empresaria y representante mexicana (n. 1945).
- 2025:
  - Las 67 víctimas de la Colisión aérea en el río Potomac, entre ellas:
    - Vadim Naumov, patinador artístico ruso (n. 1969).
    - Evgenia Shishkova, patinadora artística rusa (n. 1972).
    - Inna Volyanskaya, patinadora artística rusa (n. 1965).

  - Richard Williamson, presbítero británico (n. 1940).

## Celebraciones
- Año Nuevo Chino. (29 de enero de 2025).[8]
También denominado Fiesta de la Primavera (春节, chūnjié), es la festividad tradicional más importante del año en el calendario chino, celebrada también en otros países en el este y del sudeste de Asia. El año 2025 se celebra en la cultura china como el año 4723, el año de la Serpiente (en chino tradicional, 蛇之年).
(en chino, 农历新年; pinyin, nónglì xīnnián; literalmente, ‘año nuevo del calendario tradicional’).

- Día Mundial del Rompecabezas.[9]Celebración dedicada al popular entretenimiento, cuyo objetivo es armar una figura uniendo sus partes, recortadas y dispersas anteriormente. Fue creado en 1760 por un cartógrafo y la figura era un mapa.
(en inglés: Puzzle Day).

 Por países
(Por orden alfabético)
- Brasil: 
  - Día Nacional de la Visibilidad Trans.
(en portugués: Dia Nacional da Visibilidade Trans).

- Cuba: 
  - Día del Trabajador Ferroviario Cubano.[10]

- Estados Unidos: 
  - Día de los Librepensadores. Celebración en el cumpleaños de Thomas Paine, un destacado pensador cuyo trabajo influyó en el curso de las revoluciones estadounidense y francesa.
(en inglés: Freethinkers Day).
  - Día Nacional del Clavel. Celebración en honor a William McKinley, el 25º presidente de los Estados Unidos. McKinley siempre llevaba un clavel rojo en su solapa, considerándolo un amuleto de buena suerte. 
(en inglés: National Carnation Day).
  - Día de los Cascarrabias o Malhumorados.
(en inglés: Curmudgeons Day).
  - Día de las Frituras de Maíz.
(en inglés: National Corn Chip Day).
  - Día del Plástico de Burbujas.
(en inglés: National Bubble Wrap Day). 
    -  Día de Kansas. Se celebra anualmente el 29 de enero para conmemorar el aniversario de la admisión del estado a la Unión en 1861. Fue celebrado por primera vez en 1877 por escolares de Paola.
(Feriado en el estado de Kansas).

- Guatemala: 
  - Día del Perito Contador.[11]

- República Dominicana: 
  - Día de Juan Pablo Duarte.

- Venezuela: 
  - Día del Trabajador Social.[12]Esta fecha conmemora la graduación de la primera promoción de trabajadores sociales en el país, en 1942.

### Santoral católico

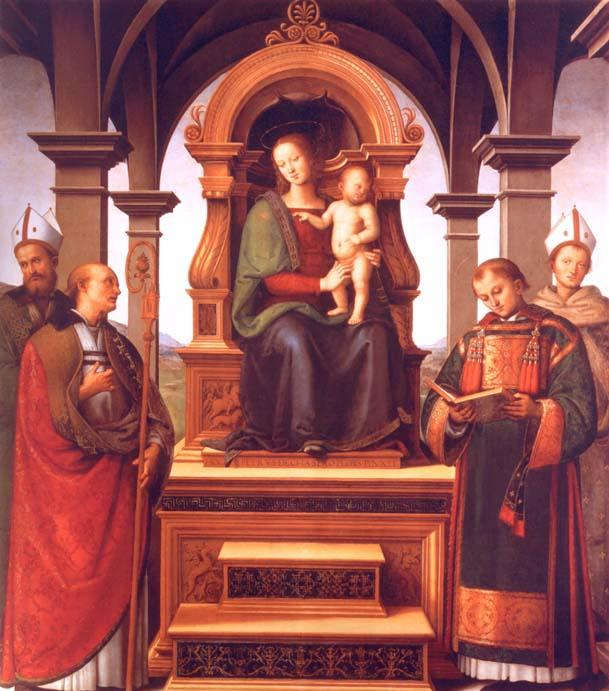
Virgen María y Niño Jesús, con los santos Luis de Toulouse, San Lorenzo, Herculano de Brescia, y Constancio de Perugia. Obra de: Pietro Perugino, 1497.

- San Valero de Zaragoza, obispo. Patrón de Zaragoza.
- Santos Sarbelio y Bebaia, mártires (c. 250).[13]
- Santos Papías y Mauro, soldados y mártires (c. s. III).[13]
- San Constancio de Perugia, obispo (c. s. III).[13](imagen ilustrativa).
- Santos Juventino y Maximino, mártires (363).[13]
- San Valerio de Tréveris, obispo (s. III ex.).[13]
- Beato Manuel Domingo y Sol, sacerdote. Fundador de los Sacerdotes Operarios.
- San Afraates, anacoreta (c. 378).
- San Gildas, abad (570).[13]
- San Sulpicio Severo, obispo (591).[13]
- Beata Villana de Bottis (1361).[13]
- Beata Boleslava María Lament, virgen (1946).[13]
- San Asturio Serrano o Serano, obispo (s. inc.).[13]

 Por países
(Por orden alfabético)
- Nicaragua:
  - Dedicación del Santuario Nacional de Jesús del Rescate de Popoyuapa, Rivas.[14]La Conferencia Episcopal de Nicaragua (CEN) declaró Santuario Nacional a este templo, en un acto religioso que culminó con una misa concelebrada por todos los obispos del país, el 29 de enero de 2013.